# Світова спільнота
Світова спільнота — політологічний термін.
З IX століття і до початку XX вживався термін «цивілізований світ». Зараз замість нього вживається поняття «світова спільнота», оскільки його було визнано більш політкоректним.
Світова спільнота — це деяка гіпотетична спільність громадян усіх країн світу, об'єднаних в єдиний фронт у загальному пориві інтернаціоналізму.
Поняття «світова спільнота» покликане зобразити спільність цілей і діяльності держав, які співіснують у світі, перед обличчям глобальних проблем цивілізації.
В основі світової спільноти лежить принцип суверенної рівності всіх держав. Прикладом світової спільноти є Організація Об'єднаних Націй.
Словосполучення «світова спільнота» часто вживається в роботах з політології, державними діячами у своїх виступах і в засобах масової інформації.
Воно застосовується для маніпуляції громадською думкою.
Це відбувається, коли під визначенням «світова спільнота» нав'язується певна точка зору одержувачу інформації.
Залежно від контексту воно може застосовуватися як посилання на міжнародні організації, які об'єднують майже всі країни світу, наприклад, ЮНЕСКО.
Це поняття також застосовується для вказання групи країн, об'єднаних політичними, економічними, соціальними та іншими ознаками.
Часто «світова спільнота» вживається як риторичний прийом для протиставлення однієї держави і його політики іншій або групі інших країн.
Членами світової спільноти можуть виступати держави, громадські спілки, структури, угруповання і релігійні об'єднання, рухи, економічні та військові союзи.
Відносини між членами світової спільноти становлять систему міжнародних відносин, а вони є їхніми суб'єктами.
Нині світова спільнота має багатоскладову структуру, яка включає безліч різноманітних регіональних об'єднань.
Одночасно складається і розширюється система різноманітних зв'язків між окремими державами та регіональними утвореннями.